# یرواند کرباشیان
یرواند مسروبی کرباشیان (ارمنی: Երվանդ Մեսրոպի Կռբաշյան؛ زادهٔ ۱ اکتبر ۱۹۷۱ در ایروان) بازیکن فوتبال بازنشسته و مربی فوتبال اهل ارمنستان است.

## باشگاهی
از باشگاه‌هایی که در آن بازی کرده‌است می‌توان به آرارات ایروان، زسکا مسکو، زنیت سن پترزبورگ، ایروان، پیونیک، ایرتیش امسک و Torpedo-ZIL Moscow اشاره کرد.

## تیم ملی
وی همچنین در تیم ملی فوتبال ارمنستان بازی کرده‌است. کرباشیان نخستین بازی ملی خود را که یک بازی دوستانه بود در ۱۴ اکتبر ۱۹۹۲ در ایروان در مقابل مولداوی انجام داده‌است.